# 張瑤 (天啟進士)
张瑶（？—1632年），字天游，号悔湄，山东登州卫军籍。

## 生平
萬曆四十六年（1618年）戊午科山东乡试经魁，天啓五年（1625年）联捷乙丑科進士，授河南开封府推官，绝请托，抑豪强，吏民畏服。崇祯四年行取入都，吏科给事中宋鸣梧力援宋玫为给事，而抑瑶，授府同知。瑶怒，疏摭玫行贿状。吏部尚书闵洪学劾瑶馈遗奔竞，鸣梧复极论之，因贬河州判官，未赴居乡。次年正月，李九成、孔有德等叛，围攻登州，瑶率家众登陴拒守，瑶犹挥石奋击。贼拥执之，大骂不屈，被杀。妻女四人并投井死。张瑶以殉难赠光禄寺少卿，入祠荫子。
父张伯龙，封户部主事。兄张珍，历任直隶满城知县、永平府通判、户部山西司主事。珍子张一震、张一恒。张一恒，康熙二十一年壬戌科进士。